# Savonie
La Savonie (en finnois : Savo ; en suédois : Savolax ; aussi appelée Savolaxie en français au XIXe siècle) est une ancienne province de l'Est de la Finlande. 
La province se situait entre le Häme et la Carélie. Ce territoire a fait partie de l'ancienne province de Finlande orientale. Ses anciennes frontières correspondent à peu près à l'ensemble formé par les régions de Savonie du Nord et Savonie du Sud.
La langue historique en Savonie est le dialecte finnois Savo, illustré récemment par une chanson traditionnelle, Ievan polkka, largement diffusée sur Internet dans sa version interprétée par le groupe folklorique Loituma.

## Histoire

Armoiries

La région représente l'aire d'habitation originelle d'une importante tribu finnoise, les Savoniens. Elle a été annexée par la Suède dès le traité de Nöteborg, mais est restée frontalière avec la Russie jusqu'au début du XVIe siècle (avec une frontière contestée car peu précisément définie), et donc sujette à de nombreuses invasions. La cible principale des armées russes restait invariablement la seule place forte d'importance de la région : l'Olavinlinna de Savonlinna.
À la faveur d'une inversion du rapport de forces entre la Russie de Pierre le Grand et la Suède déclinante, le château sera capturé lors de la guerre russo-suédoise de 1741-1743.

## Dans la culture populaire

### Dans la musique
Les armoiries de la Savonie sont repris par le groupe de Black Metal Circle of Dawn, dans son logo, pour symboliser son appartenance à cette région.